# جوزف گیلبرت همیلتون
جوزف گیلبرت همیلتون (انگلیسی: Joseph Gilbert Hamilton؛ ۱۱ نوامبر ۱۹۰۷ – ۱۸ فوریه ۱۹۵۷) یک دانشمند در زمینه فیزیک پزشکی اهل ایالات متحده آمریکا بود. 